# Спиро Хаџи Ристић
Спиро Хаџи Ристић (Тетово, 1879 — Скопље, 11. новембар 1938) је био српски политичар. Ристић је био градоначелник Скопља, посланик у Османском парламенту и сенатор Краљевине Југославије.

## Биографија
Спиро Хаџиристић је рођен у граду Тетову у Старој Србији. Школовао се на Призренској богословији и цариградском Галата-сарај лицеју. Образовање је наставио у тамошњој Државној вишој школи за оријенталне језике. Политичке науке је Ристић студирао у Паризу. По повратку из Француске се настанио у Скопљу, где ће живети и радити и завршити живот.
Росић је прво био драгоман (преводилац) у српском конзулату у Скопљу, затим наставник тамошње српске гимназије (1904—1912), у којој је предавао турски језик. Посланик је од 1912. године у турском парламенту 1912, а потом и турски сенатор. Били су се Младотурци и Срби нагодили; Спиру су кандидовали Срби Скопског санџака, и он се са другим Србима нашао на листи "Комитета уједињења и прогреса". Од 1912. године, када српска војска ослобађа Скопље па до доласка Бугара 1915. године, био је први Србин градоначелник Скопља. Учествовао је у Првом светском рату када су се ратна збивања померила на југ. По ослобођењу Скопља поново је градоначелник између 1918—1920. године.
Припадао је чланству Народне радикалне странке Николе Пашића. Јавља се 1927. године као представник Привредне коморе Скопља. Дао је 1932. године оставку на чланство у Управном одбору Привилеговане аграрне банке у Београду. За сенатора Краљевине Југославије изабран је 1932. године, а за народног посланика на изборној листи странке ЈРЗ 1935. године.
Смртно је страдао у новембру 1938. године током напада на њега од стране превареног и оштећеног узгајивача дувана у Скопљу. Убио га је пуцњима из револвера колониста, Младен Јоцић, огорчен на Дуванску задругу којој је био председник Ристић. Јоцић је устрелио и Милана Маленицу, инспектора Савеза аграрних задруга и управника Дуванске задруге у Скопљу и покушао да се убије. Ристић је сахрањен на Војном гробљу у Скопљу 13. новембра те године.